# Scytodes reticulata
Scytodes reticulata là một loài nhện trong họ Scytodidae.
Loài này thuộc chi Scytodes. Scytodes reticulata được miêu tả năm 1964 bởi Jézéquel.